# Westing (By Musket and Sextant)
Westing (By Musket and Sextant) ist eine Kompilation der US-amerikanischen Rockband Pavement und wurde am 22. März 1993 veröffentlicht. Sie enthält frühere Extended Plays und Singles aus dem Zeitraum 1989 bis 1993.

## Inhalt
Die Kompilation enthält alle Songs der zuvor veröffentlichten EPs Slay Tracks (1933–1969) (1989), Demolition Plot J-7 (1990) und Perfect Sound Forever (1991) sowie die Single Summer Babe (1991) samt B-Seiten und die Flexidisc-Beilage My First Mine der 8. Ausgabe vom Ablaze! Magazine (1991) und den Beitrag My Radio vom Sampler Chemical Imbalance Vol. 2, No. 3 (1993).
Die Songs wurden in Gary Youngs Garagenstudio Louder Thank You Think in Stockton, Kalifornien eingespielt.

## Titelliste
Alle Songs stammen aus der Feder von Stephen Malkmus.
Slay Tracks (1933–1969)
1. You’re Killing Me – 3:20
2. Box Elder – 2:26
3. Maybe Maybe – 2:14
4. She Believes – 3:02
5. Price Yeah! – 3:00
Demolition Plot J-7
6. Forklift – 3:27
7. Spizzle Trunk – 1:23
8. Recorder Grot – 2:08
9. Internal K-Dart – 1:51
10. Perfect Depth – 2:43
11. Recorder Grot (Rally) – 0:21
Perfect Sound Forever
12. Heckler Spray – 1:06
13. From Now On – 2:03
14. Angel Carver Blues/Mellow Jazz Docent – 2:30
15. Drive-by Fader – 0:28
16. Debris Slide – 1:56
17. Home – 2:23
18. Krell Vid-User – 1:26
Summer Babe (Single)
19. Summer Babe – 3:13
20. Mercy Snack: The Laundromat – 1:39
21. Baptist Blacktick – 2:03
Flexidisc: Edition 8 of Ablaze! Magazine
22. My First Mine – 2:20
Chemical Imbalance Vol. 2, No. 3
23. My Radio – 1:21

## Rezeption
Die Kompilation wurde überwiegend positiv aufgenommen und wurde unter anderem von Robert Christgau empfohlen.

„Westing is like a bombed-out landscape of pop history, and Pavement stroll through it without tears, kicking aside the occasional bottle and talking loud over the roar of demolition cranes, noting that it may be ugly, but it’s still good fun.“